# Música judaica
A Música Judaica tem função entre os judeus de comemorar alguma situação, ou simplesmente é executada na liturgia cotidiana. No Antigo Testamento Bíblico, pode-se ver que não havia ocasião especial entre os hebreus sem música. A mais famosa, entre judeus e inclusive não-judeus, é a canção Hava Nagila.
Muito do que sabemos sobre a civilização e a música dos hebreus é transmitido principalmente pela Bíblia. Dentro dos textos sagrados hebreus, encontramos várias passagens que fazem referência à música. Os salmos eram os principais hinos sagrados dos hebreus, atribuídos a Davi, que não apenas era um músico, mas também um dos líderes do exército de Israel. Era Davi quem acalmava Saul, o rei de Israel, durante seus momentos de raiva ou melancolia, tocando sua harpa (1 Samuel; Capítulo 16, Versículos 14 até 23). A tradição dos salmos passou do culto israelita para o cristão, e mais tarde, Santo Ambrósio adaptou-os para uso na liturgia católica.
Quando Davi assumiu o trono de Israel, ele se esforçou para elevar a cultura musical do povo hebreu. Davi costumava reunir o povo em praça pública, convocando os melhores músicos do reino para proporcionar a todos a experiência de ouvir boa música. Nessas ocasiões, ele formava coros com mais de mil pessoas. Essas grandes concentrações corais têm sua origem nessas práticas.
Quanto aos instrumentos musicais dos hebreus, é provável que tenham origens egípcias e árabes. Eles tinham um instrumento de sopro peculiar usado em cerimônias religiosas chamado shofar, feito de um chifre em espiral. Além disso, utilizavam trombetas, flautas e pandeiros de origem egípcia, assim como pratos metálicos de origem árabe. A música dos hebreus era rica em instrumentação, seja em procissões, festas ou no contexto do culto sagrado. Provavelmente, eles tocavam e cantavam em uníssono, como era comum entre outros povos antigos.
Para completar, algumas melodias tradicionais hebraicas foram preservadas em uma sinagoga no Cairo, representando preciosidades da arte musical da antiguidade.